# Kentarō Nakamoto

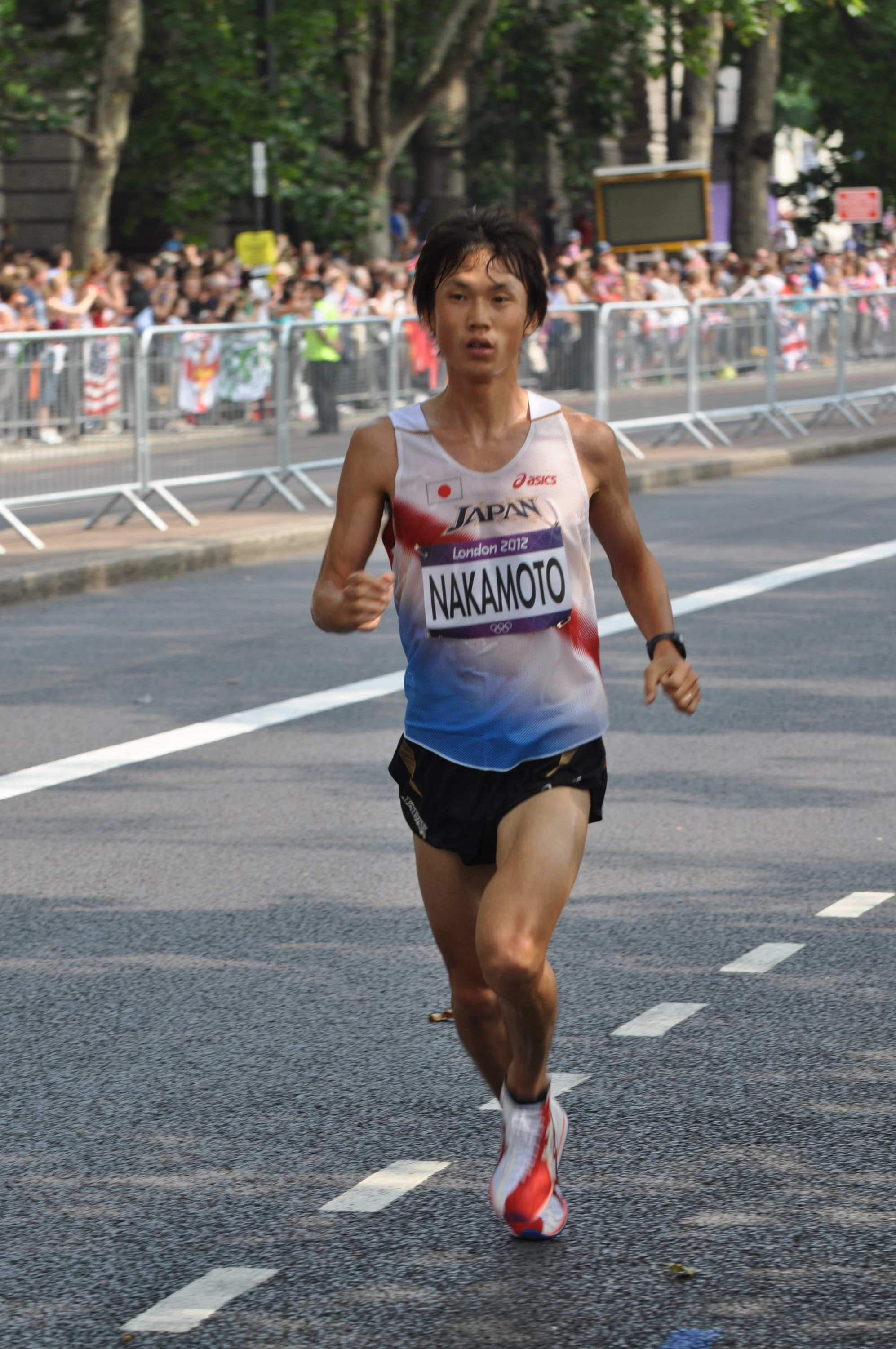
Kentarō Nakamoto bei den Olympischen Spielen 2012 in London

Kentarō Nakamoto (jap. 中本 健太郎, Nakamoto Kentarō; * 7. Dezember 1982 in Yamaguchi) ist ein japanischer Langstreckenläufer, der sich auf die Marathondistanz spezialisiert hat.

## Leben
Nakamoto belegte 2010 in einer Zeit von 2:11:42 Stunden den achten Platz beim Beppu-Ōita-Marathon. Im folgenden Jahr wurde er Biwa-See-Marathon Vierter und qualifizierte sich mit einer Steigerung seiner persönlichen Bestleistung auf 2:09:31 Stunden für die Leichtathletik-Weltmeisterschaften in Daegu. Dort belegte er in 2:13:10 Stunden den zehnten Rang und sicherte der japanischen Mannschaft zusammen mit Hiroyuki Horibata (Platz 7, 2:11:52 Stunden) und Yūki Kawauchi (Platz 18, 2:16:11) Platz zwei in der Weltcup-Wertung hinter Kenia.
Nach einem fünften Platz beim Biwa-See-Marathon 2012 in 2:08:53 Stunden wurde Nakamoto für die japanische Olympiaauswahl nominiert. Bei den Olympischen Spielen in London wurde er in 2:11:16 Stunden überraschend Sechster. Im folgenden Jahr bestätigte er seine starken Leistungen mit einem zweiten Platz beim Beppu-Ōita-Marathon in persönlicher Bestleistung von 2:08:35 Stunden und als Fünfter der Weltmeisterschaften in Moskau mit einer Zeit von 2:10:50 Stunden.
Nakamoto besuchte die Takushoku-Universität. Er startet für die Firmenmannschaft des Elektronikkonzerns Yasukawa Denki und wird von Naoki Yamagashira trainiert.